# Sân bay quốc tế Gibraltar
Sân bay Quốc tế Gibraltar hay Sân bay North Front (IATA: GIB, ICAO: LXGB) là sân bay dân sự phục vụ Gibraltar - lãnh thổ hải ngoại của Vương quốc Liên hiệp Anh và Bắc Ireland. Đường băng thuộc sở hữu của Bộ Quốc phòng Anh để phục vụ cho Không quân Hoàng gia Anh. Sân bay này cũng phục vụ hàng không dân dụng. Hiện chỉ có các chuyến bay thường lệ giữa Gibraltar với Anh Quốc. Hành khách sử dụng nhà ga dân dụng. Sân bay có đại lộ Winston Churchill cắt ngang đường băng, mỗi khi có máy bay cất hạ cánh thì tuyến đường bộ bị chặn lại.
Năm 2012, sân bay đã phục vụ 383.000 lượt khách đi và đến.
Hãng hàng không Monarch hiện là hãng hàng không hoạt động nhiều nhất ở sân bay Gibraltar, mỗi tuần có ba chuyến bay với London, Luton, Sân bay Manchester và Birmingham. Cả hai tuyến bay đều sử dụng máy bay Airbus A320-200. EasyJet có bảy chuyến bay mỗi tuần với Sân bay London Gatwick bằng dòng máy bay Airbus A320. British Airways cũng có chín chuyến mỗi tuần với London Heathrow sử dụng máy bay Airbus A320-200.